# Chekov (krater)
Chekov är en nedslagskrater på planeten Merkurius. Chekov är ungefär 194 kilometer i diameter.
1976 namngavs den efter författaren Anton Tjechov.